# 苗華
苗 華（びょう か、1955年11月 - ）は、中国人民解放軍の軍人。籍貫地は江蘇省如皋県、出生地は福建省福州市。国防科学技術大学でプロジェクトマネジメントを専攻し、学位を取得した。2017年8月から、中国共産党中央軍事委員会政治工作部の主任を務めている。海軍上将である。

## 略歴
1969年12月に人民解放軍に入隊した。第31集団軍第92師団第274連隊に2等兵として配属された。1973年9月中国共産党に入党した。1983年第92師団第276連隊の政治処主任に任命された。1985年には第91師団第271連隊政治委員となった。1987年、第92師団第274連隊政治委員となった。1991年6月第93師団政治部主任、1995年7月第91師団政治委員となる。1999年8月第31集団軍政治部主任。2001年少将に昇格する。2005年7月第12集団軍政治委員に、2010年12月蘭州軍区政治部主任、2012年7月蘭州軍区副政治委員兼規律検査委員会書記を任される。同年中に中将に昇格した。2014年6月、定年を迎えた李長才に替り、蘭州軍区政治委員となった。しかし半年足らずの2014年12月には中国人民解放軍海軍第11代政治委員に配置転換となった。2015年7月に海軍上将に昇格した。
党活動では、第18期中国共産党全国代表大会代表となり、併せて党中央規律検査委員会委員にもなった，第19期党中央委員会委員にもなった。第11期全国人民代表大会代表にも選ばれている。2017年10月25日の共産党第19期1中全会において中国共産党中央軍事委員会委員に選出された。
2019年10月14日に朝鮮民主主義人民共和国を訪問し、金秀吉朝鮮人民軍総政治局長らと会談した。
2024年11月28日、国防部の報道官は、苗華が職務を停止され、重大な規律違反の疑いで調査を受けていると発表した。2025年4月30日、全国代表大会代表を解任された。6月27日には中央軍事委員会委員を解任された。